# Lakeland Magic
Lakeland Magic was een Amerikaanse basketbalclub uit Lakeland die van 2017 tot 2023 speelde in de NBA G League.

## Geschiedenis
Nadat de Orlando Magic de Erie BayHawks kochten in december 2016, verhuisde de Magic de club na het seizoen naar Lakeland. Stan Heath werd de eerste coach van de nieuwe ploeg en leidde de club in hun eerste seizoen meteen naar de play-offs. Daar verloren ze in de eerste ronde van de nieuw opgerichte Erie BayHawks. In hun tweede seizoen werd er in de play-offs eerst gewonnen van de Westchester Knicks om nadien te verliezen van de Long Island Nets.
Het seizoen 2019/20 werd niet afgemaakt door de covidcrisis. Maar in het verkorte seizoen 2020/21 werd de Magic kampioen nadat ze achtereenvolgend wonnen van de Erie BayHawks, Santa Cruz Warriors en Delaware Blue Coats. In 2021 werd Joe Barrer hoofdcoach van de Magic, onder hem slaagde de Magic er niet in om de play-offs te halen in twee seizoenen.
In 2023 besloten de Orlando Magic om de ploeg te verhuizen naar Kissimmee en de ploeg werd de Osceola Magic.

## Erelijst
- NBA G League-kampioen: 2021
- NBA G League Sportsmanship Award: Gabe York (2019)
- NBA G League Coach of the Year Award: Stan Heath (2021)
- NBA G League Finals Most Valuable Player Award: Devin Cannady (2021)
- All-NBA G League First Team: Mamadi Diakite (2021)
- All-NBA G League Second Team: B.J. Johnson (2020), Josh Magette (2020)
- All-NBA G League Third Team: Amile Jefferson (2019), Vic Law (2020)

## Resultaten
| Seizoen | Wins | Verlies | Play-offs    | Coach      |
| ------- | ---- | ------- | ------------ | ---------- |
| 2017/18 | 28   | 22      | eerste ronde | Stan Heath |
| 2018/19 | 32   | 18      | halve finale | Stan Heath |
| 2019/20 | 25   | 17      |              | Stan Heath |
| 2020/21 | 9    | 6       | kampioen     | Stan Heath |
| 2021/22 | 11   | 21      |              | Joe Barrer |
| 2022/23 | 18   | 14      |              | Joe Barrer |

## Bekende (oud-)spelers
| - RJ Hampton - Jon Teske |